# Domhnall mac Domnaill MacMurrough-Kavanagh
Domhnall mac Domnaill MacMurrough-Kavanagh en irlandais Domhnall mac Domnaill mac Murchadha  (né vers 1300 mort le 5 juin 1347) est le 3e roi de Leinster vers 1339 jusqu'à sa mort.

## Origine
Domhnall mac Domnaill est le fils et héritier de Domhnall mac Airt MacMurrough-Kavanagh p. .

## Règne
Domhnball succède à son père et s'attache à poursuivre la politique d'alternance de soumission et d'agressions initiée par ce dernier.
En 1342 il est récompensé par le gouvernement de Dublin pour avoir servi contre la famille O'Byrne, mais peu après il attaque les établissements de colons de la vallée du Barrow. L'expédition de représailles menée par le Justiciar Ralph d'Ufford dans les domaines des MacMurrough à l'automne 1344 le contraint à se soumettre et à faire repentance en participant une expédition contre les rebelles du Munster. Toutefois sa défaite face au Lord justicier réveille les ambitions de son cousin Muircerteach mac Muiris qui l’assassine sans doute le 5 juin 1347

## Postérité
Domnall mac Domnaill laisse deux fils :
- Domnhall Riabbach « adhbhar riogh » (c'est-à-dire roi de raison = héritier légitime) tué en 1361
- Diarmaid Láimhdhearg 6e roi de Leinster 1361-1369.

## Sources
- (en) Dictionary of Irish Biography : Emmett O'Byrne MacMurrough (Mac Murchadha), Domhnall
- (en) T.W Moody, F.X. Martin et F.J. Byrne, A New History of Ireland IX Maps, Genealogies, Lists. A companion to Irish History part II, Oxford, Oxford University Press, 2011, 690 p. (ISBN 978-0-19-959306-4).